# Régression hédonique
En économie, la régression hédonique ou théorie de la demande hédonique est une méthode de préférence révélée pour l'estimation de la demande ou de l'analyse de la valeur. Elle décompose l'objet analysé en ses constituants caractéristiques, et fournit une estimation de la valeur contributaire de chaque caractéristique. Une condition nécessaire pour que le bien composite à valoriser puisse être réduit à ses constituants est que le marché valorise ces parties constituantes. Les modèles hédoniques sont généralement estimés en utilisant l'analyse en régression, tandis que certains modèles généralisés, tels que les grilles d'ajustement des ventes, sont des cas spécifiques du modèle hédonique.
Un vecteur d'attributs, qui peut être vide ou être constitué d'un ensemble de variables, est assigné à chaque caractéristique ou groupe de caractéristiques. Les modèles hédoniques peuvent s'accommoder de la non-linéarité, des interactions entre variables, ou d'autres situations d'évaluation complexes. 
Les modèles hédoniques sont communément utilisés en évaluation immobilière, en économie de l'immobilier, et dans l'évaluation d'indices des prix à la consommation. Dans ce dernier domaine, la régression hédonique est utilisée pour contrôler les effets des évolutions de la qualité des produits. Les adaptations des prix dues aux effets de substitution sont sujets aux ajustements de qualité hédonique.

## Évaluation des prix
Certains services environnementaux influencent souvent les prix du marché. La méthode d'évaluation des prix hédoniques est mise en jeu couramment  afin d'estimer la valeur économique de tels services.
Cette méthode permet également de révéler les effets des attributs environnementaux en évolution dans le marché local de l'immobilier. Elle est en outre utilisée fréquemment pour évaluer les coûts relatifs à la qualité globale de l'environnement en termes de pollution de l'air, pollution de l'eau, et pollution sonore, mais aussi en matière d'aménagement environnemental incluant les vues dégagées, panoramiques, et la proximité des sites de détentes tels que les parcs, les plages, etc..
Il est important de noter que la méthode d'évaluation des prix hédonique est basée sur le fait que les prix des biens dans un marché sont affectés par leurs caractéristiques. Par exemple, le prix d'un pantalon dépendra du confort, du matériau utilisé, de la marque, de la coupe, etc. Aussi cette méthode nous aide à estimer la valeur d'une marchandise que le client souhaite payer pour cette marchandise en l'état ainsi que lorsqu'une de ses caractéristiques se modifie.
Un exemple particulier présenté souvent est celui du marché immobilier où la valeur de deux biens différents mais qui peuvent être néanmoins comparés, peut varier selon des aménagements environnementaux présent dans le voisinage de chacune des propriétés. S'il y a une chute mesurable du prix des propriétés proches d'une décharge publique - comparé au prix des autres biens éloignés de cette décharge - la différence de prix pointe vers le coût externe de la décharge. La différence de prix est le prix marginal à payer pour la propreté et la sérénité. Les méthodes de régression hédoniques sont utilisées pour estimer ces prix marginaux.
La méthode d'évaluation des prix hédonique (MEPH) est une forme de préférence révélée de la valeur et elle utilise les marchés de substitution pour estimer la valeur des équipements environnementaux. Le marché de substitution est un concept employé lorsqu'on ne peut pas estimer directement les prix pour certains biens ou ressources naturelles. Ainsi est choisi un autre bien accessible sur le marché et lié au premier bien non négociable. Par exemple si nous voulons connaitre la valeur de l'air pur estimée par un individu, nous pouvons supposer qu'il révèlera sa préférence sous la forme d'un choix de  maison érigée dans un lieu propre et sain, et qu'il acceptera d'en payer le prix. Donc, avec l'aide de la méthode d'évaluation des prix hédonique, la valeur du composant environnemental et le prix du marché sont séparés. À l'inverse, le prix du marché est utilisé comme substitut à la valeur d'une caractéristique environnementale.